# Parafia św. Andrzeja Apostoła w Barczewie
Parafia Świętego Andrzeja Apostoła w Barczewie – rzymskokatolicka parafia w Barczewie, należącym do archidiecezji warmińskiej i dekanatu Barczewo. Została utworzona 1 lipca 1989 z parafii św. Anny w Barczewie. Kościół parafialny jest budowlą gotycką wybudowaną w XIV wieku, pofranciszkańskim i pobernardyńskim, zniszczoną w czasie reformacji, odnowioną pod koniec XVI wieku przez biskupa warmińskiego kardynała Andrzeja Batorego (bratanka króla Stefana Batorego). Kancelaria parafialna mieści się przy placu Batorego.